# Юсип Ярослав
Ярослав Юсип (псевдо: «Журавель»; 16 жовтня 1913, с. Кропивник, тепер Долинський район, Івано-Франківська область — 21 січня 1946, с. Козаківка, Болехівська міськрада, Івано-Франківська область) — сотник УПА, командир сотні «Журавлі», куреня «Промінь», заступник командира ТВ-23 «Магура».
Лицар Срібного Хреста Бойової Заслуги 2-го класу.

## Життєпис
Народився у 16 жовтня 1913 року в селі Кропивник (тепер Долинського району Івано-Франківської області) в селянській родині.
Служив у складі Дружин українських націоналістів, з початком німецько-радянської війни повернувся до України в лавах батальйону «Нахтігаль». На військовій службі перебував до 1942 року.
Навесні 1943 вступив до УПА. Був чотовим у курені «Гайдамаки», а з лютого 1944 командир сотні «Журавлі». Восени 1944 року очолив курінь «Промінь». З літа 1945 на посаді заступника командира ТВ-23 «Магура».
Загинув 21 січня 1946 в селі Козаківка під час нападу більшовиків на криївку.
Посмертно підвищений до звання сотника УПА.

## Нагороди
- Згідно з Наказом Головного військового штабу УПА ч. 1/45 від 25.04.1945 р. старший Булавний УПА, командир куреня УПА Ярослав Юсип – «Журавель» нагороджений Срібним хрестом бойової заслуги УПА 2 класу[1].

## Вшанування пам'яті
- 5.12.2017 р. від імені Координаційної ради з вшанування пам’яті нагороджених Лицарів ОУН і УПА у м. Івано-Франківськ Срібний хрестом бойової заслуги УПА 2 класу (№ 013) переданий Зіновії Лилик, доньці Ярослава Юсипа – «Журавля».